# Jan Bułhak

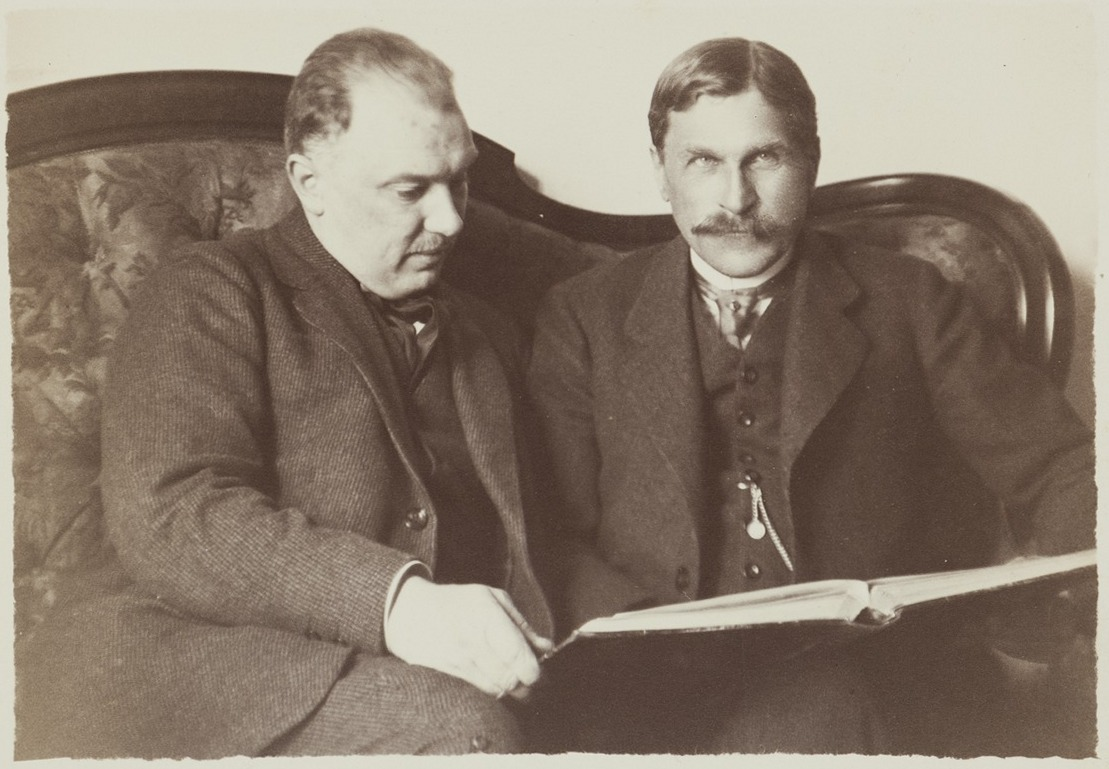
Jan Bułhak und Bogusław Kraszewski, 1914

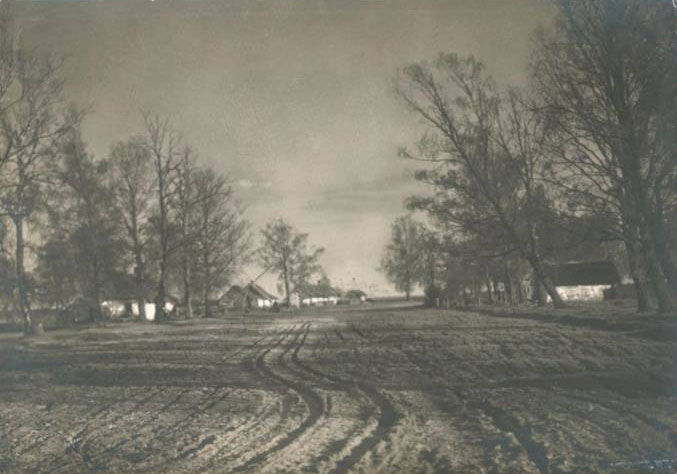
Wiłkomierz

Jan Brunon Bułhak (* 6. Oktober 1876 in Ostaszyn bei Nowogródek; † 4. Februar 1950 in Giżycko (dt. Lötzen)) war ein Altmeister der polnischen Lichtbildkunst.
Bułhak studierte Philosophie an der Jagiellonen-Universität Krakau. Erst um 1905 bekam er von seiner Ehefrau einen einfachen Photoapparat und begann als Laie zu fotografieren. Auf Anregung von Ferdynand Ruszczyc wurde aus dem Freizeitvergnügen bald sein Hauptberuf. Er kam 1912 nach Dresden, um bei Hugo Erfurth zu studieren.
Nach dem Studium kam er nach Wilna zurück und begann dort Landschaften und Städteansichten aufzunehmen. 1919 wurde er zum Professor am Lehrstuhl für Lichtbild der Kunstfakultät der Wilnaer Stefan-Bathory-Universität berufen.
1927 gründete er den Wilnaer Photoclub. Bułhak wurde von Kunstkritikern der Avantgarde als Konservatist kritisiert, schuf aber klassisch überzeitliche Lichtbilder. Noch heute stellen sie unersetzliche Dokumente der Vorkriegszeit dar. Bułhak wohnte in Wilna bis 1945, musste dann die Stadt verlassen und nach Warschau umziehen. In Wilna fiel seine Sammlung von etwa 50.000 Glasnegativen während der Eroberung der Stadt durch sowjetische Truppen den Flammen zum Opfer.
Im Alter von 70 Jahren begann er die Ruinen von Warschau zu dokumentieren. 1947 wurde er Mitbegründer der Gesellschaft Polnischen Lichtbildner (ZPAF – Związek Polskich Artystów Fotografików). Er starb vier Jahre später während einer fotografischen Reise durch Masuren.
Sein Sohn Janusz (* 27. April 1906; † 15. Mai 1977) studierte am Wilnaer Konservatorium, wurde Komponist und ebenfalls Lichtbildner.